# 链转移
链转移（英語：chain transfer）指的是在聚合反应中，活性种Mx•（有可能是自由基、阴离子或阳离子）夺取另一分子YS中结合较弱的原子Y（氢或卤原子等）而发生终止，而YS失去Y后成为新的活性种S•
这一过程可表示为：
P• + YS → PY + S•
链转移会在大多数加成聚合中都存在，包括自由基聚合、开环聚合、配位聚合和阴离子聚合反应。

## 对聚合度和反应速率的影响
链转移会降低所产生的高分子的聚合度即相对分子质量，链转移有可能是聚合体系中各种物质导致的无法避免的副反应，也可能是加入链转移剂有意为之控制相对分子质量的办法。故今日常用链转移原理来控制高分子的分子量，比如加入十二硫醇控制丁苯橡胶的分子量；控制反应温度来影响聚氯乙烯向氯乙烯单体的转移来控制产品的分子量。
链转移反应对聚合反应速率的影响与转移后产生的活性种和之前的活性种的活性有关，如果新活性种的活性较弱，则聚合反应产生缓聚现象，甚至发生阻聚；若新的活性种活性不减，则聚合反应速率不变。

## 常见的链转移反应
通常根据链转移的不同对象来将链转移反应分为向单体、引发剂、链转移剂和大分子的转移
- 向链转移剂的转移：链转移剂至少有一个较弱的化学键，能帮助发生链转移反应。通常的链转移剂包括硫醇、十二烷基硫醇DDM、或者卤代烷，比如四氯化碳。链转移剂又被称为改性剂和控制剂。

- 向单体的链转移：向单体的转移主要和单体的结构和温度有关，带有叔氢和卤素的单体容易引起链转移。

- 向聚合物的链转移：活性种夺取大分子上的氢或卤素后，会在大分子链或大分子链的侧基上形成活性种，继续进行聚合反应之后会产生支链。其代表聚合物为低密聚乙烯，带有少量的长支链和乙基、丁基等短支链。这一机理是1950年代初期，杜邦公司的研究者提出的</ref>

- 向溶剂分子的转移，在溶液聚合中，要考虑向溶剂分子的转移。特别是带有比较活泼的氢原子或者卤原子的溶剂，链转移常数都比较大，比如异丙苯>乙苯>甲苯>苯。而四氯化碳和四溴化碳这类含卤素的溶液也易引起对溶剂的转移。

## 历史发展
1930年，泰勒和琼斯首次提出了链转移的概念当时他们正在研究由二乙基汞和四乙基铅热分解后产生的乙基自由基来生产聚乙烯。保罗`弗洛里在用数学处理乙烯基单体的聚合反应时提出了自由基链转移的概念  他创造了链转移这个词来解释聚合反应所得产物的相对分子质量经常低于预测值的现象。
二战中，美国橡胶储备公司（当时称作重建金融公司）首次广泛使用链转移剂。丁苯橡胶的mutual recipe是基于1930年代IG法本发明的Buna-S配方。Buna-S配方产生了非常硬的高分子量橡胶，需要热处理或者过辊才能进行加工。标准石油发展公司和美国橡胶公司发现添加硫醇的链转移及不仅可以产生低分子量的聚合物，还可以增加聚合反应的速度其后使用硫醇链转移剂成为mutual recipe中的标准。
有趣的是，虽然德国科学家1930年代就很熟悉链转移剂的作用，但直到二战结束都生产未加链转移剂的橡胶。从1940年代到1950年代，在理解链转移反应和链转移剂的行为方面有了进展。Snyder等人证实了硫醇转移剂产生的硫在反应中的确和聚合物链结合了。 美国橡胶公司的Mayo发表了一系列文章来确定链转移反应的速率常数

## 发展
链转移反应的本质已经被充分理解并写出了聚合物的教科书。自从1980年代以来，使用链转移剂进行活性自由基聚合成为一个研究热点，其中的典型反应就是可逆加成断裂转移法(RAFT)，在这种链转移中，转移后活性自由基的活性变化不大。